# ノーマン・ラモント
ラーウィックのラモント男爵ノーマン・ステュアート・ヒューソン・ラモント (Norman Stewart Hughson Lamont, Baron Lamont of Lerwick, PC, 1942年5月8日 - ）は、イギリスの政治家。保守党に所属し、1990年から1993年まで財務大臣を務めた。1998年に一代貴族となっている。

## 生い立ち
父ダニエル・ラモントと母ヘレン・アイリーンの子としてシェトランド諸島のラーウィックに生まれる。父親は島の外科医であった。ラモントはグリムズビーで成長した。スコットランド、マッセルバラのロレット・スクールを卒業した後、ケンブリッジ大学フィッツウィリアム・カレッジに進学、経済学を専攻した。大学では1964年にユニオンの代表となり、その翌年にダンカン・サンディスのアシスタントとなる。彼はまた、ケンブリッジ大学保守協会の議長も務めた。その他
英語圏連合のアメリカ合衆国ツアーに参加している。
ケンブリッジで彼はマイケル・ハワード、ケネス・クラーク、レオン・ブリタン、ジョン・ガマーらと同時代であったが、全てが保守党の主要人物となった。グループはしばしばケンブリッジ・マフィアと呼ばれた。
ラモントは、中道右派のシンクタンク、ボウ・グループの議長を1971年から72年にかけて務めた。大学卒業後、保守党の中心機関の一部であるCRDで働く。その後、銀行員となる。

## 民間での経歴
ラモントは投資銀行のN・M・ロスチャイルド&サンズに就職し、ロスチャイルド・アセット・マネージメントの責任者に就任した。
ラモントは現在、working peerとしての役割に加えて、様々な金融関係の企業の取締役およびコンサルタントを務める。彼はヘッジファンドのRABキャピタル、バリ・グループ（貿易商社）の取締役およびロッチ・プロパティ・グループの顧問である。彼はまた、いくつかの投資ファンドの責任者でもある。2008年12月、彼はオンライン広告会社Phormの役員となった。また、バリ・グループの社外取締役およびイギリス・ルーマニア商工会議所の名誉理事長、イギリス・イラン商工会議所の議長である。その他、公的通過金融機関フォーラムの顧問委員会委員として定期的に財政金融システムに関する会議に参加している。

## 国会議員として
1972年に下院議員となる。
1990年に財務大臣となる。ラモントは財務大臣として黒い水曜日（白い水曜日とも呼ばれる）を経験した政治家である。
ジョージ・ソロスが投機攻撃を仕掛けてきた際に、（通貨高を保つための）さらなる金利上昇をラモントは恐れなかったが、ラモント自身は既に大勢は決まったとわかっていた。そして事実上ERMを離脱した。1992年9月16日はジョン・メージャー政権にとって屈辱の日と考えられた。だが現実には英国は独自の金融政策を取り戻し、ポンドは下落し、英国経済の回復を助けた。ERM離脱から2008年の世界金融危機まで、英国は経済成長を続けた。
2016年6月に行われたイギリスの欧州連合離脱是非を問う国民投票において、英国のEUからの離脱を支持した。ラモントは、何十万もの移民を受け入れるのを良しとする経済的な議論はなく、英国は移民をコントロールしなければならないと述べている。貿易についても、ドイツにとって英国は大きな輸出先であり、英国との貿易協定が決まらないことにはドイツの自動車メーカーの収益にとって不確定性となるだろうとし、EU離脱後に英国がEUとの貿易協定を結べると論じている。

## 参照
1. ↑  Castle, Stephen (1992年10月3日). “The Crisis: Would the real Norman Lamont please stand up?:” (英語). The Independent. 2016年5月24日閲覧。
2. ↑  Mirror, 5 March 2013 : http://www.mirror.co.uk/news/uk-news/kate-middleton-grimsby-top-10-1721834.
3. ↑  “Lord Norman Lamont”. 2009年5月1日閲覧。
4. 1 2  K. Laybourn, British Political Leaders: Biographical Dictionary, ABC-CLIO (2001)
5. ↑  William Keegan; Alex Brett (2007年7月22日). “Mr Lamont's dark history”. London: Guardian 2010年5月30日閲覧。
6. ↑  http://www.theregister.co.uk/2008/12/01/phorm_board/
7. ↑  sean@bermingham.co.uk. “British-Iranian Chamber of Commerce - The BICC Board”.   Bicc.org.uk. 2010年5月30日閲覧。
8. ↑  「Victory for Mr. Lamont」『Grimsby Evening Telegraph』1972年5月5日、1面。2025年4月1日閲覧。
9. 1 2 3  Black Wednesday: The day that Britain went over the edgeP. Johnson, The Daily Telegraph, Finance, 10 Sep 2012
10. 1 2  EU referendum: Former Tory chancellor Lord Lamont backs BrexitP. Dominiczak, The Daily Telegraph, 1 Mar 2016